# Oude Boomgaard (Montfoort)
De Oude Boomgaard is een straat in de historische stadskern van de Nederlandse plaats Montfoort die de Korte Kerkstraat verbindt met de Lieve Vrouwegracht. De naam is waarschijnlijk afgeleid van de boomgaard die op deze plaats heeft gelegen. Het aanzicht van de straat wordt nu gedomineerd door het bejaardentehuis St. Antonius.

## Afbeeldingen

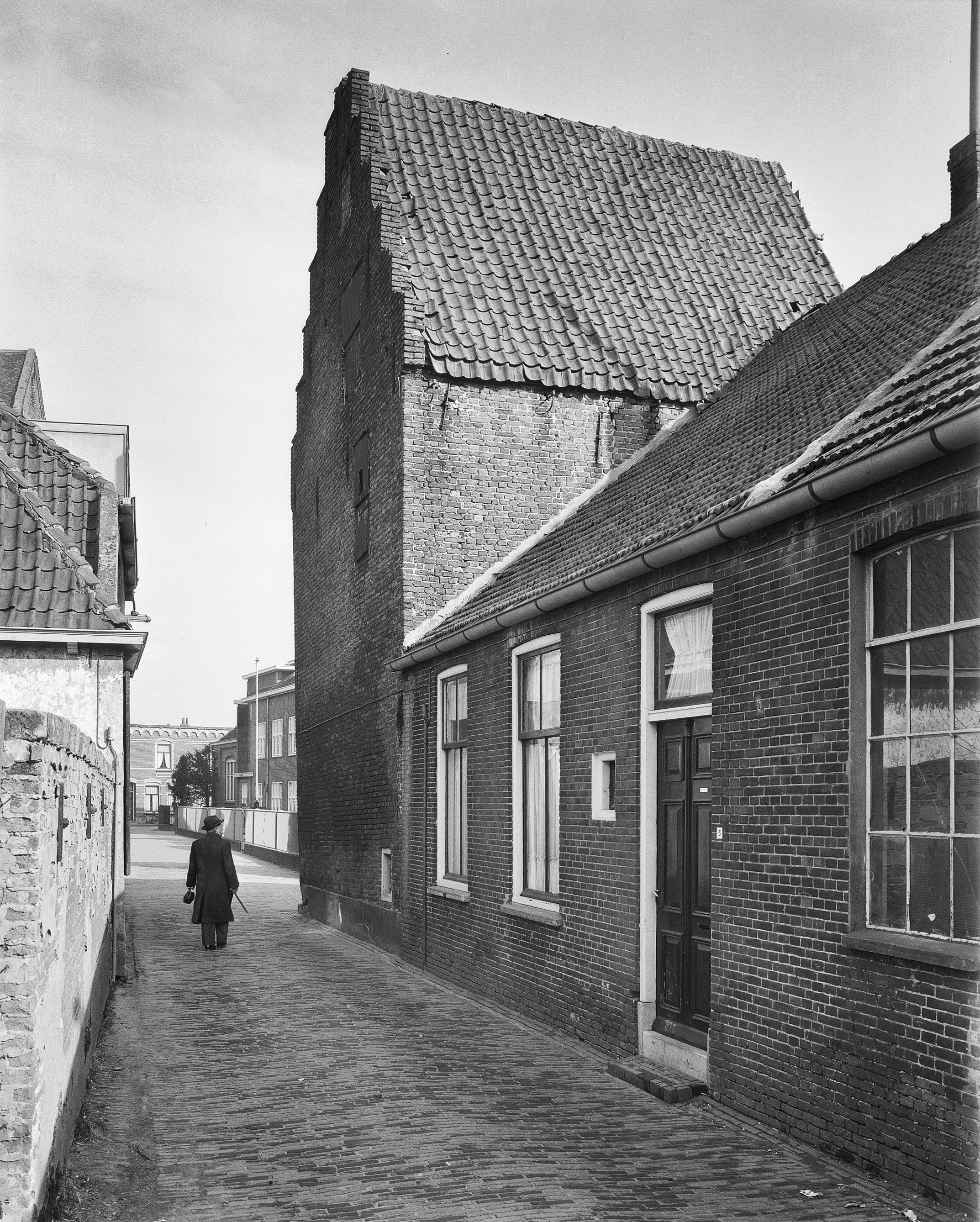
Huis op de hoek van de Lange Kerkstraat en Oude Boomgaard (1959)

Achterstraat ·
Blindeweg ·
Bovenkerkweg ·
De Plaats ·
Doeldijk ·
Havenstraat ·
Heeswijkerpoort ·
Heilig Levenstraat ·
Hofdijk ·
Hofstraat ·
Hoogstraat ·
Julianalaan ·
Keizerstraat ·
Lieve Vrouwegracht ·
Lindeboomsweg ·
Mannenhuisstraat ·
Mastwijkerdijk ·
Molenstraat ·
Om 't Hof · 
Om 't Wedde · 
Onder de Boompjes ·
Oude Boomgaard ·
Schoolstraat  ·
Slotlaan ·
Vrouwenhuisstraat ·
Waardsedijk ·
Waterpoort ·
Willeskopperpoort ·
IJsselplein ·
IJsselkade ·
IJsselveld